# Улица Фурманова (Иваново)
У́лица Фу́рманова — улица города Иванова. Располагается в Октябрьском районе. Начинается от Пограничного переулка и идёт до Шереметевского проспекта.

## Происхождение названия

Местечко Ямы. Начало XX века

Ранее входила в состав Троицкой слободы. Была самой первой улицей поселения. Была образована в 1866 году. Позже в состав Троицкой слободы вошли современные улицы Карла Маркса, Октябрьская, Генкиной, Земляная и Пограничный переулок. В разные годы улица называлась Троицкой, Свято-Духовской и 1-й Троицкой.
В начале XX в. входила в состав местечка Ямы. 2 июня 1911 года на территории улицы был основан летний театр Общества благоустройства «Ямы». В нём проходили организованные гуляния, танцевальные вечера и детские праздники. В мае 1914 года на базе общества был открыт летний народный театр «Веранда», рассчитанный на 500 мест. Его руководителями были К. В. Демидов и Д. Г. Логинов. Планировалось, что рядом с ним будет создан сад. Однако во время Первой мировой войны сбор средств шёл только на благотворительные цели.
В 1919 году здание театра сгорело. Значительная территория, огороженная улицами Фурманова, Октябрьской и Пограничным переулком в народе называлась «бельником». В 1926 году на этом месте было создано жилищное-кооперативное товарищество «Второй Рабочий посёлок». В течение двух лет было построено 20 шестиквартирных домов. Многие до сих пор расположены на улице и составляют большую часть домов на ней.
В 1927 году улица была названа в честь известного советского писателя и участника гражданской войны Дмитрия Андреевича Фурманова., который жил поблизости — на перекрёстке улиц Карла Маркса и Калинина — в 1916—1917 годах.

## Архитектура
Основную часть застройки составляют двухэтажные и многоэтажные жилые дома советской планировки, т. н. хрущёвки.

## Транспорт
На улице нет линий общественного транспорта.

## Улица в произведениях литературы и искусства
Ямы - рабочий квартал. На Ямах нет ни асфальтов, ни мостовых. Ямы, как скотное стойло, затонули в смраде, в грязи, в нищете. Что ж, в самом деле: чистой публике города незачем быть в этих трущобах, чистая публика города ходит окольными путями.
Д. А. Фурманов. «Как убили Отца».